# أندري تيخونوف
أندريه فاليريفيتش تيخونوف (بالروسية: Тихонов, Андрей Валерьевич)‏ (ولد في 16 أكتوبر 1970) هو مدرب كرة قدم روسي ولاعب سابق في خط الوسط. هو مدرب إف سي كريليا سوفيتوف سامارا. تيخونوف معروف جيدا كلاعب موسكو سبارتاك وفريق كرة القدم الوطني الروسي.

## روابط خارجية
- أندري تيخونوف على موقع الاتحاد الدولي (مؤرشف)  (الإنجليزية)
- أندري تيخونوف على موقع قاعدة بيانات كرة القدم.إي يو (الإنجليزية)
- أندري تيخونوف على موقع ناشيونال فوتبول تيمز (الإنجليزية)